# جوستاين بيدرسن
جوستاين بيدرسن (بالنرويجية البوكمول: Jostein Pedersen)‏ هو صحفي نرويجي، ولد في 11 أغسطس 1959 في Dønna Municipality ‏ في النرويج.

## وصلات خارجية
- جوستاين بيدرسن على موقع IMDb (الإنجليزية)